# Metacepon leidyi
Metacepon leidyi är en kräftdjursart som beskrevs av Hugo Frederik Nierstrasz och Brender a Brandis 1931. Metacepon leidyi ingår i släktet Metacepon och familjen Bopyridae. Inga underarter finns listade i Catalogue of Life.